# Saving Jane
Saving Jane é um banda estadunidense de Ohio.

## Carreira
A vocalista Marti Dodson e o guitarrista Pat Buzzard se conheceram e viraram amigos, nascendo uma conexão musical entre os dois. Depois de algum tempo começaram a compor juntos. Mais tarde, quando resolveram gravar suas músicas, eles recrutaram o baterista local Dak Goodman, seguido por Brandon Cochran e Joe Hagan para serem membros da banda.
O mais recente álbum do grupo, "Supergirl", foi lançado em 9 de junho de 2008. Eles têm três álbuns anteriores intitulado "Something to Hold On To", "Girl Next Door" e "One Girl Revolution".

### 2009-presente
A banda lançou uma nova música no iTunes em 2009, Butterflies. Em 26 de Janeiro de 2010 o grupo lançou Vampire Diaries EP contendo três músicas "Immortal", "In Love With a Vampire" e "Immortal (Twilight Mix)".

## Integrantes
- Marti Dodson
- Pat Buzzard
- Dak Goodman
- Brandon Hagan
- Eric Flores

### Ex-integrantes
- Jeremy Martin
- Joe Hagan
- Mike Unger

## Discografia

### Albuns de estúdio
| 2002: Something to Hold Onto |                                       |                |         |  |
| N.º                          | Título                                | Compositor(es) | Duração |  |
| 1.                           | "Alright"                             | Saving Jane    |         |  |
| 2.                           | "Mary"                                | Saving Jane    |         |  |
| 3.                           | "I am"                                | Saving Jane    |         |  |
| 4.                           | "Something To Hold On To"             | Saving Jane    |         |  |
| 5.                           | "Good Enough"                         | Saving Jane    |         |  |
| 6.                           | "Whos Crying Now? (Original Version)" | Saving Jane    |         |  |
| 7.                           | "Fallin'"                             | Saving Jane    |         |  |
| 8.                           | "Beautiful Day"                       | Saving Jane    |         |  |
| 9.                           | "Dusting And Shoebox"                 | Saving Jane    |         |  |
| 10.                          | "Last Time"                           | Saving Jane    |         |  |

| 2005: Girl Next Door |                     |                |         |  |
| N.º                  | Título              | Compositor(es) | Duração |  |
| 1.                   | "Girl Next Door"    | Saving Jane    |         |  |
| 2.                   | "Happy"             | Saving Jane    |         |  |
| 3.                   | "Who's Cryin' Now?" | Saving Jane    |         |  |
| 4.                   | "Autumn & Me"       | Saving Jane    |         |  |
| 5.                   | "Change You"        | Saving Jane    |         |  |
| 6.                   | "Reasons Why"       | Saving Jane    |         |  |
| 7.                   | "Come Down to Me"   | Saving Jane    |         |  |
| 8.                   | "Don't Stop"        | Saving Jane    |         |  |
| 9.                   | "Imperfection"      | Saving Jane    |         |  |

| 2006: Girl Next Dorr (Re-edição) |                         |                |         |  |
| N.º                              | Título                  | Compositor(es) | Duração |  |
| 1.                               | "Who's Cryin' Now?"     | Saving Jane    |         |  |
| 2.                               | "Happy"                 | Saving Jane    |         |  |
| 3.                               | "Girl Next Door"        | Saving Jane    |         |  |
| 4.                               | "Imperfection"          | Saving Jane    |         |  |
| 5.                               | "Reasons Why"           | Saving Jane    |         |  |
| 6.                               | "Ordinary"              | Saving Jane    |         |  |
| 7.                               | "Sleep On It"           | Saving Jane    |         |  |
| 8.                               | "Don't Stop"            | Saving Jane    |         |  |
| 9.                               | "The Pretender"         | Saving Jane    |         |  |
| 10.                              | "Mary"                  | Saving Jane    |         |  |
| 11.                              | "Come Down to Me"       | Saving Jane    |         |  |
| 12.                              | "Autumn & Me"           | Saving Jane    |         |  |
| 13.                              | "You Say" (Faixa Bônus) | Saving Jane    |         |  |

| 2007: One Girl Revolution |                       |                                         |         |  |
| N.º                       | Título                | Compositor(es)                          | Duração |  |
| 1.                        | "What I Didn't Say"   | Eliot Sloan; Holly Spears; Marti Dodson | 3:54    |  |
| 2.                        | "One Girl Revolution" | Eliot Sloan; Holly Spears; Marti Dodson | 3:38    |  |
| 3.                        | "Nicotine"            |                                         | 3:32    |  |
| 4.                        | "Better Day"          |                                         | 4:11    |  |
| 5.                        | "Writing on the Wall" |                                         | 4:10    |  |
| 6.                        | "Grace"               | Marti Dodson                            | 2:16    |  |
| 7.                        | "From The Sky"        |                                         | 4:19    |  |
| 8.                        | "Say Please"          |                                         | 3:18    |  |
| 9.                        | "Loser"               |                                         | 3:48    |  |
| 10.                       | "Let Me Down Easy"    |                                         | 3:51    |  |
| 11.                       | "Far From Home"       |                                         | 3:42    |  |
| 12.                       | "Ohio"                |                                         | 3:29    |  |

| 2008: SuperGirl |                                 |                                                                      |         |  |
| N.º             | Título                          | Compositor(es)                                                       | Duração |  |
| 1.              | "What I Didn't Say"             | Eliot Sloan; Holly Spears; Marti Dodson                              | 3:54    |  |
| 2.              | "One Girl Revolution"           | Eliot Sloan; Holly Spears; Marti Dodson                              | 3:38    |  |
| 3.              | "Nicotine"                      |                                                                      | 3:32    |  |
| 4.              | "Better Day"                    |                                                                      | 4:11    |  |
| 5.              | "Writing on the Wall (Alcohol)" |                                                                      | 4:10    |  |
| 6.              | "Grace"                         | Marti Dodson                                                         | 2:16    |  |
| 7.              | "SuperGirl"                     | Dak Goodman; Jeremy Martin; Kris Misevski; Marti Dodson; Pat Buzzard | 4:19    |  |
| 8.              | "From The Sky"                  |                                                                      | 4:19    |  |
| 9.              | "Say Please"                    |                                                                      | 3:18    |  |
| 10.             | "Loser"                         |                                                                      | 3:48    |  |
| 11.             | "Let Me Down Easy"              |                                                                      | 3:51    |  |
| 12.             | "Far From Home"                 |                                                                      | 3:42    |  |
| 13.             | "Ohio"                          |                                                                      | 3:29    |  |

### Extended plays (EPs)
- Butterflies
- Vampire Diaries